# Crime do desembargador Pontes Visgueiro
O Crime do desembargador Pontes Visgueiro foi pelo qual ficou conhecido o assassinato cometido em 14 de agosto de 1873 em São Luís pelo desembargador Pontes Visgueiro contra a jovem Maria da Conceição, com a qual supostamente mantinha um caso amoroso. O crime, cometido por um membro do poder judiciário escandalizou a sociedade ludovicense por conta da classe social e diferença de idade dos envolvidos (Visgueiro possuía sessenta e um anos quando conheceu Maria, de dezesseis).

## História

### Vítima
Maria da Conceição (c. 1858-1873) era uma jovem pobre que vivia a pedir esmolas e acabou forçada pela mãe a se prostituir nas ruas de São Luís até ser encontrada em junho de 1872 pelo desembargador Pontes Visgueiro (1811-1875), que passou a nutrir uma paixão obsessiva pela jovem. Em pouco tempo, instalou-a em sua casa e passou a corteja-la, ofertando lhe roupas e outros confortos financeiros embora a jovem não lhe nutrisse nada além de compaixão e certa indiferença. Segundo uma testemunha do processo, ainda assim Maria e Visgueiro mantinham um caso amoroso.

### Assassino
José Cândido de Campos Visgueiro nasceu em Maceió em 13 de outubro de 1811. Nos primeiros anos de vida foi acometido de enfermidade que lhe afetou a fala e a audição. Após tratamento médico, recobrou esses sentidos e em idade adulta ingressou na Academia de Direito de Olinda. Em meio ao segundo ano de bacharelado foi transferido por sua família para a Academia de Direito de São Paulo, onde formou-se em 1834. Entre 1834 e 1848 foi juiz de direito em Maceió além de deputado provincial por Alagoas por dois mandatos (1838-1844). Em 1848 foi transferido pelo poder judiciário para o Piauí, onde permaneceu por nove anos até ser transferido para o Maranhão, onde foi nomeado desembargador, cargo que exerceu até o momento do crime. Por volta dos quarenta anos, sua surdez voltou a manifestar-se, obrigando o desembargador a utilizar um aparelho de audição.

### Antecedentes
O desembargador Visgueiro possuía fortes sentimentos de ciúme sobre Maria, causando vários episódios violentos dos quais se destacam:
- Em outubro de 1872 em meio aos festejos de Nossa Senhora dos Remédios, o desembargador tentou agredir um oficial do Exército Imperial que conversava animadamente com Maria. Posteriormente desculpou-se com o oficial;
- Em 10 de agosto de 1873 Maria encontrava-se com o jovem estudante Joaquim Pinheiro da Costa quando foram surpreendidos pelo desembargador Visgueiro, que agrediu o jovem. Em meio a uma discussão com Maria, o jovem Costa fugiu.

Após o episódio com o jovem Costa, Maria deixou a casa do desembargador por medo e fugiu de São Luís temendo ser agredida.

### O crime
Visgueiro conseguiu atrair Maria para São Luís, pedindo-lhe perdão pelo evento anterior com o jovem Costa. Maria, temendo algum intento de Visgueiro, só aceitou encontrar-se com o desembargador em companhia de uma amiga. O encontro foi marcado para às 13h de 14 de agosto de 1873. Durante o encontro, o desembargador Visgueiro apresentou-se calmo e amável enquanto servia doces para Maria. Posteriormente a amiga de Maria foi dispensada. Visgueiro convidou Maria para o quarto. Ao adentrar o quarto do desembargador, ela foi agarrada por Guilhermino (empregado de Visgueiro) e foi amordaçada enquanto Visgueiro lhe dopava com clorofórmio. Visgueiro dispensou Guilhermino e colocou Maria desacordada em sua cama. Após certificar-se de que se encontrava à sós com Maria, apunhalou seu corpo dezenas de vezes, cortou-lhe o pescoço e mordeu seu corpo em várias partes. Posteriormente o corpo foi colocado em um caixão de zinco (encomendado por Visgueiro ao ourives Amâncio José da Paixão Cearense). Como o caixão era pequeno para o corpo, Visgueiro decepou a cabeça e esquartejou parcialmente o corpo, cobrindo o com cal. 

### Prisão, julgamento e condenação
O desaparecimento de Maria foi notado por sua mãe. Ela foi várias vezes até a casa do desembargador, que deu várias versões até informar que Maria havia partido em um navio para o Pará. Após consultar as listas de passageiros e não encontrar o nome de Maria como passageira em nenhum navio, a mãe de Maria procurou a polícia em 16 de agosto para acusar o desembargador Visgueiro de ter feito algo contra sua filha. A polícia procurou o desembargador e pediu para vistoriar sua residência. Visgueiro permitiu enquanto anunciou que faria um passeio até o bairro do Cutim. Enquanto Visgueiro partiu para o Cutim, a polícia vasculhou a casa do desembargador durante o dia 16 quando descobriu uma porção de terra recém recoberta no quintal. Ao escavarem, os policiais encontraram o caixão de zinco, do qual escorria pelas frestas um líquido mais tarde identificado como sangue. O caixão foi levado para a Santa Casa onde, aberto, foi encontrado o corpo mutilado de Maria. Enquanto isso a polícia encontrou o desembargador Visgueiro voltando a sua casa, onde foi convidado a prestar esclarecimentos no gabinete de polícia. A notícia da prisão do desembargador e os detalhes do crime chegaram ao povo de São Luís que dirigiu-se até a casa de Visgueiro. A casa foi apedrejada e a polícia teve de dispersar a multidão que desejava lincha-lo.
A prisão do desembargador não pôde ser realizada de imediato, por conta de sua posição. Assim, as autoridades tiveram de pedir autorização ao Supremo Tribunal de Justiça para a prisão ser efetuada. Ainda assim, a polícia prendeu o ourives Amâncio José da Paixão Cearense e o empregado Guilhermino de Souza Borges como cúmplices do crime. Em 30 de dezembro de 1873 Cearense e Borges foram condenados por cumplicidade com o desembargador Visgueiro e receberam penas de oito anos com trabalhos forçados.
O desembargador Pontes Visgueiro foi preso e transportado no vapor Paraná para julgamento no Rio de Janeiro. Visgueiro foi defendido pelo advogado Franklin Dória enquanto a acusação coube ao procurador da Coroa Francisco Baltasar da Silveira. A estratégia da defesa foi alegar insanidade mental.
Em 13 de maio de 1874 o juiz declarou Visgueiro culpado do homicídio de Maria da Conceição, com base no artigo 193 do código penal vigente, sendo condenado a prisão perpétua com trabalhos forçados na Casa de Correção da Corte, no Rio de Janeiro.
Durante uma visita do Ministro da Justiça Manuel Antônio Duarte de Azevedo a Casa de Correção da Corte, o ex-desembargador apresentou uma demanda para o ministro, exigindo ser atendido. Após ouvir a recusa do ministro, Visgueiro exclamou: “Os magistrados são vitalícios e eu sou desembargador!” O ministro lhe respondeu apenas: "foi". O ex-desembargador faleceu na Casa de Correção em 24 de março de 1875. Algum tempo depois surgiram relatos nunca comprovados de que ele havia fugido para a Europa.

## Na cultura popular

### Literatura
- Um erro judiciário: o caso Pontes Visgueiro, de Evaristo de Morais (1934)
- Crimes e criminosos célebres, de Raimundo de Menezes (1962)
- Casos Criminais Célebres, de René Ariel Dotti (1998)
- Por trás da toga: crime, violência e corrupção do desembargador Pontes Visgueiro, de Eulálio de Oliveira Leandro (2000)
- A paixão no banco dos réus, de Luiza Nagib Eluf (2002)
- O crime do desembargador Pontes Visgueiro, de José Eulálio Figueiredo de Almeida (2018)[15]
- Justiça infame: crime, escravidão e poder no Brasil imperial, de Yuri Costa (2019)